# Asthenoctenus hingstoni
Asthenoctenus hingstoni là một loài nhện trong họ Ctenidae.
Loài này thuộc chi Asthenoctenus. Asthenoctenus hingstoni được Cândido Firmino de Mello-Leitão miêu tả năm 1948.